# فارج (أين)
فارج (بالفرنسية: Farges)‏ هي بلدية فرنسية تقع في إقليم الأين في فرنسا. رمز إنسي لها هو:1158. أما الرمز البريدي لها فهو: 1550.